# Mexikanischer Stierkopfhai
Der Mexikanische Stierkopfhai (Heterodontus mexicanus) ist ein maximal 70 cm langer Stierkopfhai. Er kommt nur im östlichen Pazifik vor der Küste Nord-, Mittel- und Südamerikas von der südlichen Baja California und dem Golf von Kalifornien über Guatemala und den Golf von Panama bis Kolumbien vor.

## Aussehen und Merkmale
Der Mexikanische Stierkopfhai hat eine Körperlänge von durchschnittlich 40 bis 50 cm und kann Maximalgrößen von 60 cm erreichen. Er hat eine grau-braune Körperfärbung mit großen schwarzen Flecken, die über den Körper und die Flossen verteilt sind. Zwischen den Augenwülsten zieht sich ein helles Band entlang.
Der Hai besitzt einen zylindrischen Körper mit einem konisch geformten Kopf. Die Schnauze ist sehr klein und breit gerundet, die Augenwülste sind niedrig ausgeprägt. Er besitzt eine Afterflosse und zwei Rückenflossen, die beide bedornt sind. Die erste Rückenflosse beginnt über der Basis der Brustflossen, die zweite Rückenflosse hinter dem Ende der Bauchflossen. Die Bauchflossen sind doppelt so groß wie die Rückenflossen. Der Hai besitzt fünf vergleichsweise lange Kiemenspalten und ein kleines Spritzloch (Spiraculum) unterhalb des Auges.

## Lebensweise
Der Mexikanische Stierkopfhai ist eine relativ häufige Art im Bereich des Kontinentalschelfs sowie an Inselsockeln, wo er in Küstennähe (Gezeitenzone) kann nahe dem Meeresboden in 20 bis 50 m Tiefe lebt. Dabei bevorzugt er steinige oder sandige Untergründe. Er ernährt sich räuberisch vor allem von Weichtieren und anderen wirbellosen Tiere wie Krebse und Seeigel sowie kleinen Fischen.
Er ist wie alle Stierkopfhaie eierlegend (ovipar) und legt 8 bis 9 cm lange Eier mit auffälligen T-Strukturen und langen Hornfäden ab. Die Junghaie schlüpfen mit einer Größe von etwa 14 cm. Die Geschlechtsreife erreichen die Tiere bei einer Länge von ungefähr 40 bis 50 cm.

## Verbreitung

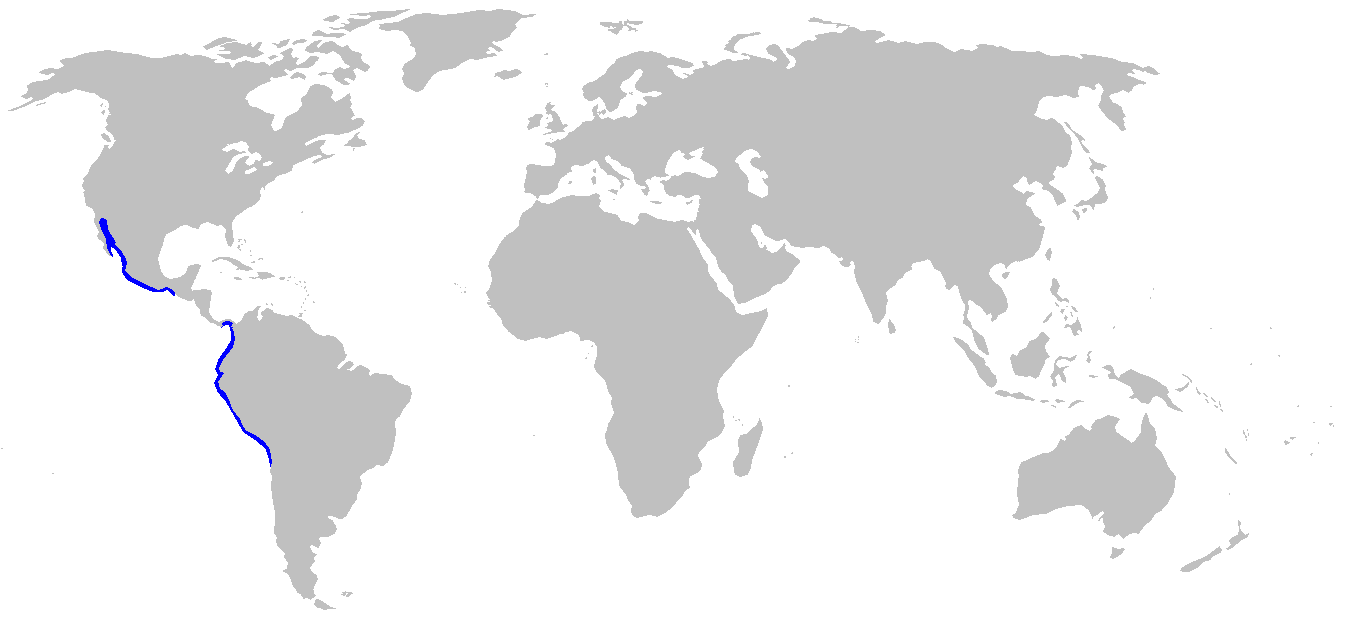
Verbreitungsgebiete des Mexikanischen Stierkopfhais

Der Mexikanische Stierkopfhai kommt nur im östlichen Pazifik vor der Küste Nord-, Mittel- und Südamerikas von der südlichen Baja California und dem Golf von Kalifornien über Guatemala und den Golf von Panama bis Kolumbien vor.